# Meniscomorpha pensita
Meniscomorpha pensita är en stekelart som beskrevs av Ugalde och Ian D. Gauld 2002. Meniscomorpha pensita ingår i släktet Meniscomorpha och familjen brokparasitsteklar. Inga underarter finns listade i Catalogue of Life.